# Stramentum
Stramentum is een uitgestorven geslacht van kreeftachtigen, dat leefde tijdens het Krijt.

## Beschrijving
Deze 2 cm lange eendemossel bleef als volwassen dier aangehecht op de zeebodem of op schelpen door middel van een steel. Het dier was samengesteld uit een door 10 kalkplaten omsloten capitulum (met skeletplaten verstevigd kopgedeelte, dat de aanhangsels beschermde), dat het lijf, de monddelen en de thoracale aanhangsels bevatte, die belangrijk waren voor de voedselvoorziening. De voortplantingsorganen bevonden zich in een flexibele pedunculus of steel, die beschermd werd door 8 rijen dakpansgewijs geordende kalkplaatjes. Op iedere rij sloot een van de platen van het capitulum aan.

## Leefwijze
Dit geslacht hechtte zich op de zeebodem dikwijls vast aan verlaten schelpen van slakken, tweekleppigen en ammonieten.